# The Art in Heaven Concert
The Art in Heaven Concert Live in Berlin is oorspronkelijk een videoregistratie van een concert dat Mike Oldfield gaf op 31 december 1999 te Berlijn. De film werd eerst uitgegeven op video, later op dvd en nog weer later op een combinatie cd / dvd.
Het was lange tijd niet zeker waar Oldfield het concert zou geven; het zou mogelijk zelfs in Nieuw-Zeeland plaatsvinden. Uiteindelijk werd voor Berlijn gekozen. Tijdens het concert speelde Oldfield oud en nieuw repertoire. Uiteraard speelde hij muziek van zijn laatste muziekalbum toen, The Millennium Bell, maar ook de nieuwe compositie Art in Heaven. Dat laatste nummer begint met het begin van de track In the beginning van het album The songs of distant earth en eindigt met Ode an die Freude uit symfonie nr.9 van Beethoven. Het middenstuk was speciaal voor het concert gecomponeerd; later zou het onder de titel Thou Art in Heaven terechtkomen op het album Tr3s lunas.

## Musici
- Mike Oldfield – gitaar
- Robyn Smith – dirigent
- Adrian Thomas – toetsen, gitaar
- Claire Nicolson – toetsen, gitaar
- Carrie Melbourne – basgitaar, Chapman Stick
- Fergus Gerrand – slagwerk, Percussie
- Jody Linscott – percussie
- Pepsi DeMacque – zang
- Miriam Stockley – zang
- Nicola Emmanuelle – zang
- David Serame – zang

met
- Symphony Orchestra State Academic Capella, Sint-Petersburg
- The Glinka State Choir, Sint Petersburg

## Video / DVD
1. "Tubular Bells" (Excerpts from part 1)
2. "Portsmouth"
3. "Moonlight Shadow"
4. "Secrets"
5. "Shadow on the Wall"
6. "Sunlight" ("Sunlight Shining Through Cloud") (MB)
7. "The Doges Palace" (MB)
8. "Mastermind" (MB)
9. "Broad" ("Broad Sunlit Uplands") (MB)
10. "Liberation" (MB)
11. "Amber Light" (MB)
12. "The Millennium Bell" (MB)

### Special features
- "Art in Heaven" – Oldfield's 13-minute solo
- "The Making Of..." – documentary
- Interview with Mike Oldfield

## Cd / dvd
In 2008 geeft Warner Music het geheel opnieuw uit in een serie Sight and sound, waarbij de dvd de originele opnamen bevat; de cd laat de track Art in Heaven weg. Het pakketje is eigenlijk titelloos; begeleidende info was er niet.

## Releasedata
- Video: 10 februari 2000
- DVD: 23 mei 2003
- CD/DVD: 24 juni 2008